# 狼山 (内蒙古)
狼山位于中国内蒙古自治区西部、河套平原北部，是阴山山脉最西段。呈东北－西南走向，长约370公里，平均海拔1500～2200米。主峰呼和巴什格位于乌拉特后旗西南，海拔2364米，同时也是阴山山脉和内蒙古最高峰。南侧以断崖临后套平原，北侧坡度较缓，逐渐过渡到巴彦淖尔高原，西端没入本巴台沙漠，亚玛雷克沙漠等沙漠中。富矿产资源。